# Thesaurus Islamicus Foundation
Die Thesaurus Islamicus Foundation mit Sitz in Vaduz, Liechtenstein, ist eine gemeinnützige akademische Organisation (non-profit academic organisation), die nach eigenen Angaben gegründet wurde, um den Schutz, die Erhaltung und das Studium des islamischen intellektuellen und künstlerischen Erbes zu unterstützen und voranzutreiben. Sie ist spezialisiert auf wissenschaftliche Publikationen, gehobenes Buchdesign und die Pflege und Verwaltung von Manuskript-Sammlungen. Die Stiftung unterhält Büros in Kairo (Ägypten), an der Universität Cambridge (England) und Stuttgart (Deutschland). Zu ihren Projekten zählt das Sunna Project.